# Abgar VII.
Abgar VII. war von etwa 109 bis 116 n. Chr. König von Osrhoene mit der Hauptstadt Edessa, dem heutigen Şanlıurfa. Er könnte mit dem in der Chronik von Edessa erwähnten Abgar bar Izât  („Abgar, Sohn des Izates“) identisch sein.

## Leben
Abgar VII. soll sich laut dem antiken Geschichtsschreiber Arrian sein Reich um 109 n. Chr. vom Partherkönig Pakoros II. für eine große Geldsumme zurückgekauft haben. Als der römische Kaiser Trajan einen Partherkrieg plante, um das Partherreich zu erobern,  übersandte Abgar ihm  im Winter 113/114 Geschenke nach Antiochia. Mit dieser Geste wollte Abgar sein freundschaftliches Verhältnis zu Rom demonstrieren. Er vermied aber eine persönliche Zusammenkunft mit Trajan aus Furcht vor den Parthern und suchte neutral zu bleiben. Im Jahr 114 schickte er seinen jugendlichen Sohn Arbandes zu Trajan, und Arbandes erwarb sich – laut Cassius Dio aufgrund seiner außergewöhnlichen Schönheit – bald die Zuneigung des Kaisers. Als Trajan, der offenbar Abgars Loyalitätsversicherungen nicht traute, etwa Ende 114 gegen Edessa vorrückte, kam Abgar ihm in eigener Person mit reichen Geschenken entgegen und wusste sein zweideutiges Betragen so zu rechtfertigen, dass er vom Kaiser freundschaftlich behandelt wurde. Daraufhin trug er in Edessa für das leibliche Wohl Trajans Sorge.
Als sich Trajan nach der Eroberung von Ktesiphon auf dem Rückweg in den Westen befand, schlossen sich die Einwohner von Edessa 116 n. Chr. einem allgemeinen Aufstand der Mesopotamier an, in dessen Verlauf die römischen Garnisonen vernichtet oder vertrieben wurden. Doch der römische Feldherr Lusius Quietus eroberte Edessa und ließ die Stadt plündern und niederbrennen. Über Abgars Verhalten bei dieser Revolte ist nichts bekannt, auch nicht, ob er hierbei umkam.